# The New Batman/Superman Adventures
The New Batman/Superman Adventures è il nome dato a una serie animata in pacchetto che combinava Superman con Batman - Cavaliere della notte, prodotta da Warner Bros. Animation. È andata in onda dal 1997 al 2000 su Kids' WB. Pur facendo parte del DC Animated Universe, ogni episodio di mezz’ora all'interno del blocco di un'ora e mezza presentava o un singolo episodio in replica della serie originale Superman: The Animated Series, o della serie originale Batman: The Animated Series, oppure una storia inedita con Batman tratta da The New Batman Adventures. Queste nuove storie si concentrano maggiormente sul cast di supporto di Batman e introducono personaggi come Tim Drake. I due universi animati vennero uniti nell’episodio di Superman intitolato "World's Finest", che racconta la prima incontro tra Batman e Superman. I nuovi episodi di Batman trasmessi nella stagione autunnale del 1997 sono stati successivamente pubblicati in un cofanetto DVD di Batman: The Animated Series come Volume 4. I nuovi episodi di Superman, trasmessi dalla stagione autunnale del 1998 in poi, sono ora considerati la terza stagione di Superman: The Animated Series.

## Produzione
Nel 1997 venne annunciato un restyling della serie di Batman, sostituendo lo stile grafico con disegni più lineari per un’animazione più coerente e per mantenere la somiglianza con la serie contemporanea Superman: The Animated Series (1996–2000). La WB desiderava più episodi di Batman, quindi vennero prodotti 24 nuovi episodi con un formato incentrato maggiormente sul cast di supporto di Batman. Inoltre, grazie alle similitudini nell’animazione, The New Batman Adventures venne trasmessa simultaneamente alla serie Superman come parte di un segmento di un’ora chiamato The New Batman/Superman Adventures. Le due serie condividevano un’apertura completamente nuova, ma a The New Batman Adventures vennero poi assegnati lo stesso sigla iniziale e finale di Batman: The Animated Series nelle trasmissioni in syndication e nelle edizioni home video.

## Personaggi

### Personaggi principali
- Bruce Wayne / Batman, doppiato da Kevin Conroy
- Barbara Gordon / Batgirl, doppiata da Tara Charendoff
- Lois Lane, doppiata da Dana Delany
- Alfred Pennyworth, doppiato da Efrem Zimbalist, Jr.
- Detective Harvey Bullock, doppiato da Robert Costanzo
- Clark Kent / Superman, doppiato da Tim Daly
- Il Joker, doppiato da Mark Hamill
- Harley Quinn, doppiata da Arleen Sorkin
- Lex Luthor, doppiato da Clancy Brown
- Brainiac, doppiato da Corey Burton

### Personaggi ricorrenti
- Commissario Gordon, doppiato da Bob Hastings
- Dick Grayson / Nightwing, doppiato da Loren Lester
- Kara In-Ze / Kara Kent / Supergirl, doppiata da Nicholle Tom
- Tenente SCU Daniel "Dan" Turpin, doppiato da Joseph Bologna
- Perry White, doppiato da George Dzundza
- Tim Drake / Robin, doppiato da Mathew Valencia
- Angela Chen, doppiata da Lauren Tom
- James "Jimmy" Olsen, doppiato da David Kaufman

## Riconoscimenti
- Annie Awards
  - 1998 – Outstanding Achievement in an Animated Daytime Television Program per The New Batman/Superman Adventures